# Corinne Valls
Pour les articles homonymes, voir Valls (homonymie).
Corinne Valls, née le 2 février 1957 à Marseille, est une personnalité politique française de gauche, ancienne maire de Romainville, vice-présidente chargée des transports et des déplacements du département de la Seine-Saint-Denis, et suppléante du député, président de l'Assemblée nationale, Claude Bartolone.

## Parcours
Fille de républicain espagnol exilé en France et résistant durant la Seconde Guerre mondiale, Corinne Valls est titulaire d’une maîtrise de sciences économiques et du grade de directeur territorial.
Vivant à Romainville depuis plus de 20 ans, elle a été successivement directrice du cabinet du maire de Romainville puis adjointe au maire chargée de l’urbanisme à partir de 1995. Elle succède comme maire à Robert Clément en 1998, après la démission de celui-ci lorsqu'il devient président du conseil général.
Remportant les élections de 2001 avec Les Verts, un manque de cohésion au sein du conseil municipal fragilise les changements dans la ville.
À la suite d’un profond désaccord sur la gestion des projets de la ville, elle quitte le Parti communiste français en 2002 et crée, aux côtés de Jacques Champion qui en est aujourd’hui le président, le Mouvement de la gauche citoyenne.
Le Parti socialiste rejoint la majorité, mais les dissensions internes avec le Groupe Citoyen, notamment à propos du projet de rénovation urbaine, l’obligent à donner sa démission, provoquant ainsi la tenue d’élections municipales anticipées en 2007.
Sortie renforcée, la nouvelle majorité autour du Mouvement de la Gauche citoyenne, du Parti socialiste, des Verts, du Parti radical de gauche, du Forum et du Comité citoyen des Gaullistes de Romainville développe de nombreux projets.
En 2008, la liste menée par Corinne Valls, Réussir Romainville, emporte l’élection municipale avec 48,47 % des voix : 3 134 voix sur 12 899 inscrits et 163 votes blancs ou nuls.
Réélue en 2014, elle ne se représente pas en 2020, ni en 2021 à l'échéance de son mandat départemental.
Par la suite, malgré un soutien donné pour l'alliance PS-En Marche de Philippe Guglielmi, c'est la liste "Autrement - Romainville à vivre" qui remporte les élections municipales.

## Décorations
- Chevalière de la Légion d'honneur (29 mars 2013)[8].
- Officier de l'ordre national du Mérite Elle est promue directement au grade d'officier par décret du 2 mai 2017 pour ses 40 ans de services [9].

## Mandats

### Conseillère générale et départementale
Élue conseillère générale du canton de Romainville en 2004, Corinne Valls est nommée en 2008 vice-présidente du conseil général de la Seine-Saint-Denis, au sein de la majorité socialistes et apparentés, sous la présidence de Claude Bartolone. Sixième vice-présidente chargée des transports et des déplacements, elle œuvre notamment pour les prolongements des lignes de métro (dont la ligne 11), des tramways T1, T5 et T8, pour le développement du projet Arc Express, d’un bus à haut niveau de service sur l’axe de l’ex-RN 3 à Romainville et pour l’aménagement et l’essor économiques des berges du canal de l’Ourcq[réf. nécessaire].
Après le redécoupage cantonal de 2014, elle est élue en mars 2015 conseillère départementale du canton de Bagnolet et vice-présidente du conseil départemental chargée des mobilités et du développement du territoire.
Corinne Valls représente le Conseil départemental de Seine-Saint-Denis aux Conseils d'administration du Syndicat des transports d'Île-de-France et de Port autonome de Paris.

### Conseillère communautaire
En tant que maire de Romainville, Corinne Valls est conseillère d'Est Ensemble, structure qui regroupe les communes de Bagnolet, Bondy, Bobigny, Le Pré-Saint-Gervais, Les Lilas, Montreuil, Noisy-le-Sec, Pantin et Romainville depuis le 1er janvier 2010 .
Ses mandats successifs à Romainville suscitent de nombreuses réactions et controverses. Une enquête publiée dans l'hebdomadaire Marianne en mars 2020 révèle une politique urbaine très favorable à certains promoteurs immobiliers proches de la maire. Le journaliste s'appuie sur un rapport de la Chambre régionale des comptes d'Ile-de-France réalisé en 2016 et d'une enquête du tribunal administratif de Montreuil deux ans plus tard. Un article dans Le Parisien début 2019 va dans le même sens, expliquant les motivations derrière des accusations de corruption du groupe municipal. Corinne Valls ne se représente pas pour un nouveau mandat aux élections municipales de juin 2020 qui voient l'élection d'une candidature, porté par un mouvement citoyen et soutenu, au second tour, par l'opposition de gauche (EELV, PCF, LFI), qui s'opposait notamment au projet de base de loisirs de la forêt de la Corniche des forts, soutenu par le Conseil régional d'Île-de-France.

### Autres
Le 30 juin 2015, elle est élue à l'unanimité nouvelle présidente du conseil d'administration d'Epareca, établissement public national d'aménagement et de restructuration des espaces commerciaux et artisanaux, opérateur de commerces dans le cadre des programmes de rénovation urbaine, fonction qu'elle assure jusqu'en juin 2018.